# NGC 4090
NGC 4090 est une galaxie spirale située dans la constellation de la Chevelure de Bérénice. NGC 4090 a été découverte par l'astronome prussien Heinrich d'Arrest en 1864.

## Caractéristiques
La classe de luminosité de NGC 4090 est I-II.

### Distance
Sa vitesse par rapport au fond diffus cosmologique est de 7 622 ± 23 km/s, ce qui correspond à une distance de Hubble de 112,4 ± 7,9 Mpc (∼367 millions d'al).

### Galaxie active
Selon la base de données Simbad, NGC 4090 est une galaxie à noyau actif.

## Groupe de NGC 4066

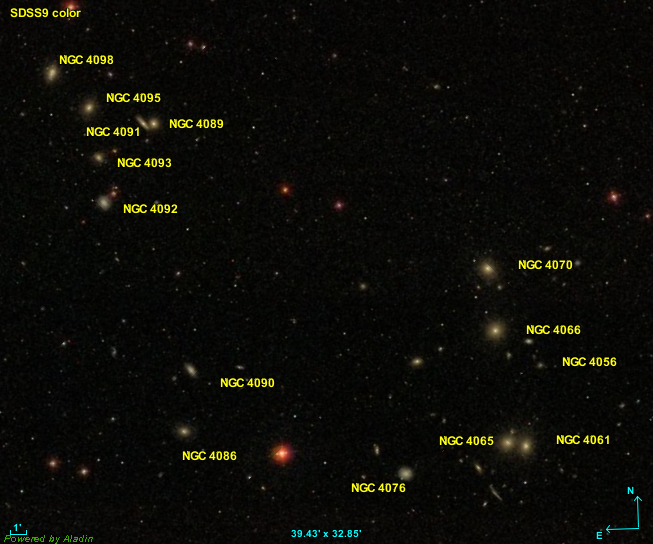
Une région densément peuplée de galaxies.

Le groupe de NGC 4066 compte au moins quatre membres : NGC 4061, NGC 4066, NGC 4070 et NGC 4098. Comme le montre l'image obtenue des données de l'étude SDSS, cette région de la constellation de la Chevelure de Bérénice est densément peuplée de galaxies. La distance moyenne du groupe de NGC 4066 séparant les quatre galaxies de la liste de Mahtessian de la Voie lactée est de 112.2 Mpc. Plusieurs galaxies de cette région auraient pu être incluses dans la liste de Mahtessian, mais elles figurent pas ni dans le groupe de NGC 4066 ni dans un autre groupe de cet article. Ces galaxies sont NGC 4056 (113,9 Mpc), NGC 4086 (109,3 Mpc), NGC 4089 (111,3 Mpc), NGC 4090 (112,4 Mpc), NGC 4093 (109,9 Mpc) et NGC 4095 (110,2 Mpc).